# Bieling Architekten
Bieling Architekten (früher: Josef Bieling, Bieling & Bieling Architekten, Bieling & Bieling GmbH, Bieling Architekten GmbH) ist ein Architekturbüro mit Hauptsitz in Kassel und einem weiteren Sitz in Hamburg. Das Büro besteht seit 1955 und ist inzwischen deutschlandweit tätig. Alleiniger Inhaber ist seit 2011 der Architekt Thomas Bieling, der das Büro seitdem in freiberuflicher Rechtsform führt.
Das Architekturbüro wurde seit Mitte der 1990er-Jahre neben einigen architektonisch markanten Wohn-, Gewerbe- und Sozialbauten etc. vor allem durch Wettbewerbserfolge und Realisierungsplanungen bei mehreren städtebaulichen Großprojekten im Bereich des Stadtumbaus und der Stadterneuerung von Stadtquartieren in verschiedenen deutschen Großstädten bekannt, wie beim Wiederaufbau Unterneustadt in Kassel, beim Wohn- und Gewerbequartier Waidmarkt in Köln und bei der Quartiersentwicklung Neustadt / Wallhöfe in Hamburg.

## Geschichte
Im Jahr 1955 gründete der aus Kassel stammende Architekt Josef Bieling (1919–1981) in seiner Heimatstadt das Architekturbüro Josef Bieling. Schwerpunkt seines Schaffens als Architekt waren Planung und Ausführung von Sakralbauten in den Diözesen Fulda, Paderborn und Hildesheim; unter anderem wurden nach seinen Plänen 35 Kirchen neu erbaut sowie zahlreiche Gebäude in den Bistümern wiederaufgebaut und renoviert. Außerdem wurde er mit Architektenleistungen für Altenheime, Kindergärten, Erholungsheime, Gemeindehäuser, Krankenhäuser, Schulen, Hotels und Wohnhäuser beauftragt. Zu den herausragenden Kirchenneubauten von Josef Bieling gehören unter anderem St. Bonifatius und St. Theresia in Kassel, sowie St. Godehard und St. Vinzenz in Göttingen sowie Zu den heiligen Engeln in Hannover.
Josef Bielings Söhne, Kurt Bieling (* 1951) und Thomas Bieling (* 1956), studierten ebenfalls Architektur an der TU Braunschweig. Der ältere Sohn, Kurt Bieling, absolvierte 1978 sein Diplom und arbeitete von 1978 bis 1980 im Braunschweiger Architekturbüro Pysall-Jensen-Stahrenberg; 1980 trat er in das väterliche Büro ein und übernahm es nach dem frühen Tod des Vaters im Jahr 1981. Der jüngere Sohn, Thomas Bieling, schloss 1983 mit dem Diplom ab und arbeitete dann von 1983 bis 1985 im damaligen Braunschweiger Büro der Architektensozietät Gerkan, Marg und Partner, im Jahr 1985 im Büro des Architekten und Bildhauers Gottfried Böhm in Köln sowie von 1986 bis 1988 als Freier Mitarbeiter bei Gerkan, Marg und Partner.
1988 gingen beide Brüder eine Partnerschaft ein; das weiterhin in Kassel ansässige Büro nannte sich fortan Bieling & Bieling Architekten bzw. später Bieling & Bieling Architekten BDA. Später kam ein weiterer Bürositz in Hamburg hinzu. Thomas Bieling war 1996–1997 Gastprofessor und 1998–2001 Lehrbeauftragter an der Universität-Gesamthochschule Kassel (Universität-GH Kassel), seit 2001 ist er dort bzw. an der seit 2003 umbenannten Universität Kassel Honorarprofessor im Fachbereich Architektur.
Von 2000 bis 2011 firmierte das Büro in der Rechtsform einer GmbH, zunächst bis 2003 als Bieling & Bieling GmbH. Geschäftsführer war der Architekt Hagen Sparbrodt (* 1968), der zuvor – nach seinem Architekturstudium an der Universität-GH Kassel und seinem Diplomabschluss 1996 – bereits von 1996 bis 2000 als Mitarbeiter bei Bieling & Bieling Architekten BDA tätig war. Von 2003 bis Anfang 2011 wurde das Büro dann als Bieling Architekten GmbH geführt; Geschäftsführer waren Thomas Bieling und Kurt Bieling, wobei die Kasseler Niederlassung in diesem Zeitraum von Sparbrodt geleitet wurde.
Seit Anfang 2011 wird das Büro unter der Bezeichnung Bieling Architekten von Thomas Bieling alleine geführt. Das operative Geschäft wird von Hagen Sparbrodt als COO betreut.

## Profil

### Firmen-Philosophie und Büro-Profil
Das seit 1955 bestehende Büro nennt das „konzeptionelle Entwerfen innerhalb eines Planungs- und Designteams“ als entscheidenden Bestandteil seiner Arbeitsweise. Erklärtes Ziel des Büros ist „die ganzheitliche Planung hinsichtlich Effizienz, ökologischer Verantwortung und technischer Machbarkeit“; dabei entwickele es eine von innovativer Technologie geprägte Architektur, wobei jedoch der Mensch im Mittelpunkt des architektonischen Denkens stehe.

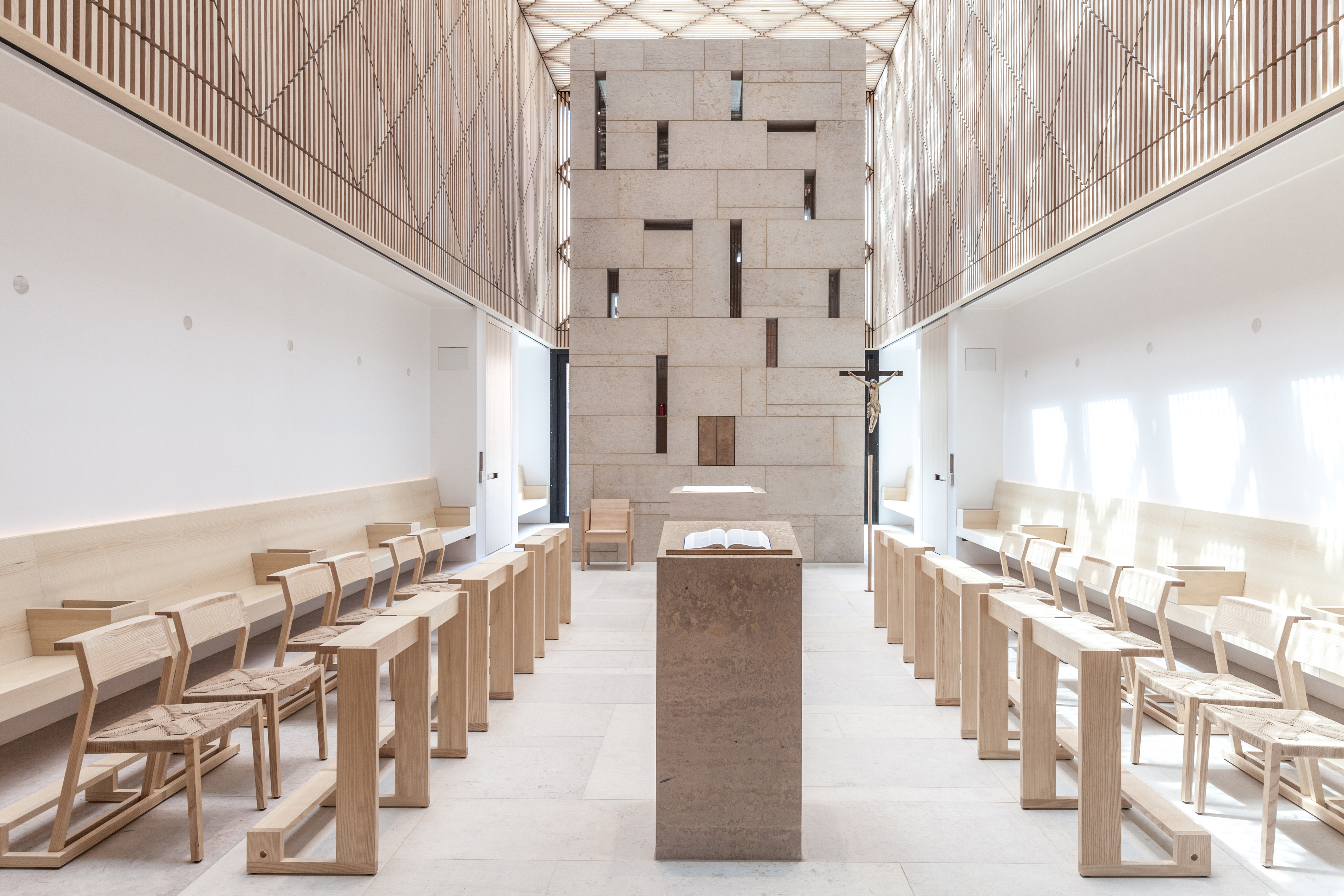
Seminarkirche, Paderborn 2017

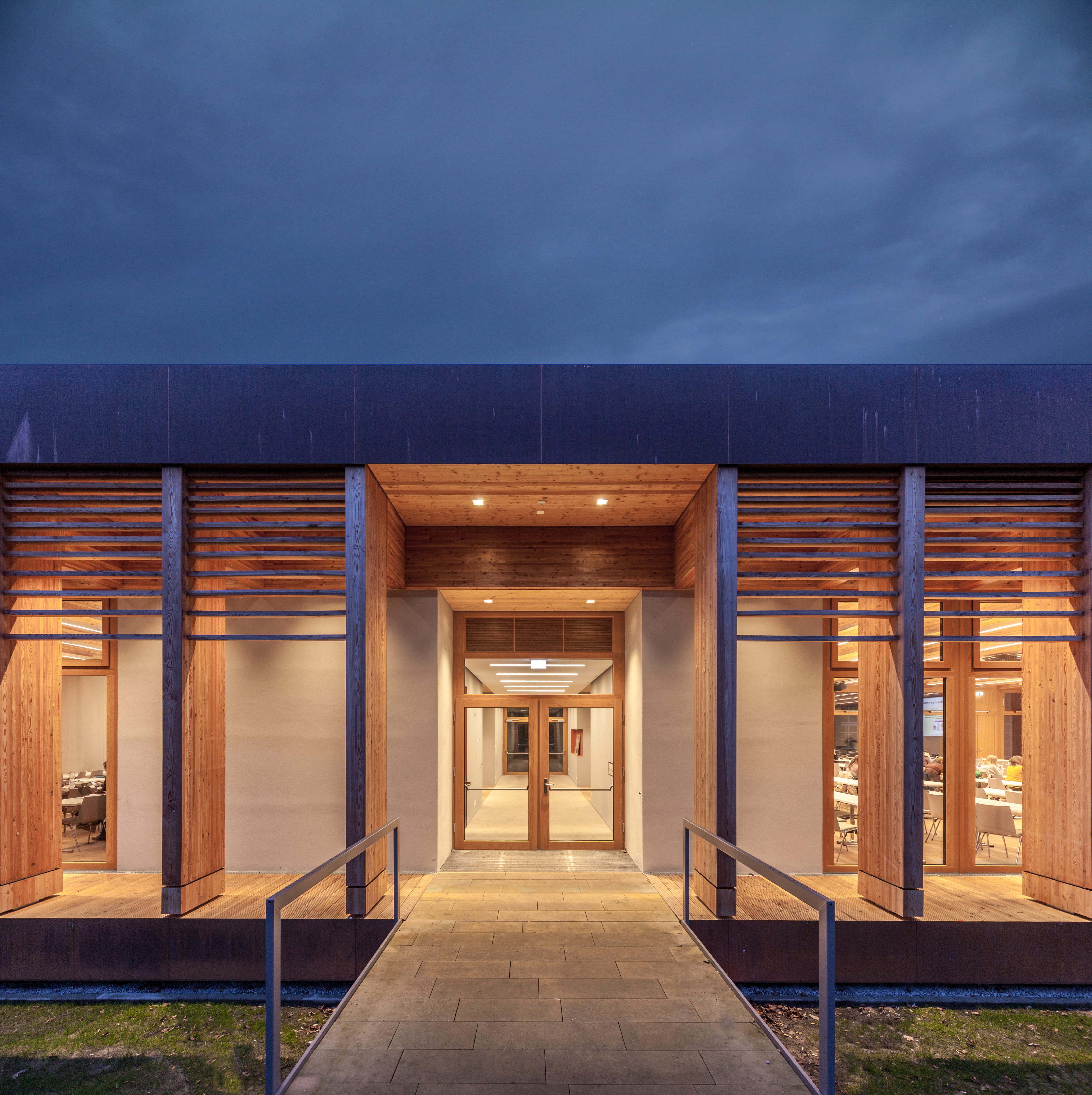
KatHO, Hörsaalerweiterung der Katholischen Hochschule, Paderborn 2018

Das Arbeitsspektrum reicht vom Städtebau über Architektur bis zum Produktdesign. Einen Schwerpunkt des Büros bilden neben Hochbauplanungen mittlerweile städtebauliche Leistungen zur Revitalisierung und Neugestaltung von Stadtquartiere in mehreren deutschen Großstädten, die jeweils auf Wettbewerbserfolge zurückgehen. Dabei zeichnet das Büro außer dortigen Wohn- und Gewerbe-Neubauten maßgeblich für die städtebauliche Planung der entsprechenden Stadtquartiere in Hamburg und Köln verantwortlich.

### Bauten und Projekte (Auswahl)
- 1956–1957: Kirche St. Bonifatius, Kassel
- 1958–1959: Kirche St. Godehard, Göttingen
- 1959–1960: Kirche St. Vinzenz, Göttingen
- 1964: Kirche zu den heiligen Engeln, Hannover-Kirchrode
- 1970: Kirche St. Theresia, Kassel

- 2018: Wi.com, WIKUS Firmenzentrale, Spangenberg[7]
- 2018: Erzbischöfliches Priesterseminar, Paderborn[8]
- 2018: Hörsaalerweiterung der Katholischen Hochschule, Paderborn[9]
- 2017: Seminarkirche, Paderborn[10]
- 2013: Hybrid House, Hamburg[11]
- 2011: Gewerbebauten im Waidmarkt-Quartier in Köln[12]
- 2009: Hotel und Wohnbauten im Quartier Neustadt / Wallhöfe in Hamburg[13][14]
- 2009: DRK-Seniorenzentrum Jungfernkopf in Kassel[15]
- 2009: Erweiterung des Elisabeth-Krankenhauses in Kassel[16]
- 2008: Stationsneubau des Zentrums für Soziale Psychiatrie in Haina (Kloster)[17]
- 2008: Bürokomplex (für ein Call Center) in Kassel-Unterneustadt[18]
- 2007: Städtebauliche Planung für das Waidmarkt-Quartier in Köln[12][19]
- 2006: Städtebauliche Planung für die Quartiersentwicklung Neustadt / Wallhöfe in Hamburg-Mitte[13][20][21]
- 2005: Verwaltungsgebäude der Basler Securitas Versicherungen in Bad Homburg
- 2004: Erweiterung des Gymnasiums/Realschule Marianum in Fulda[22]Wi.com, WIKUS Firmenzentrale, Spangenberg 2018

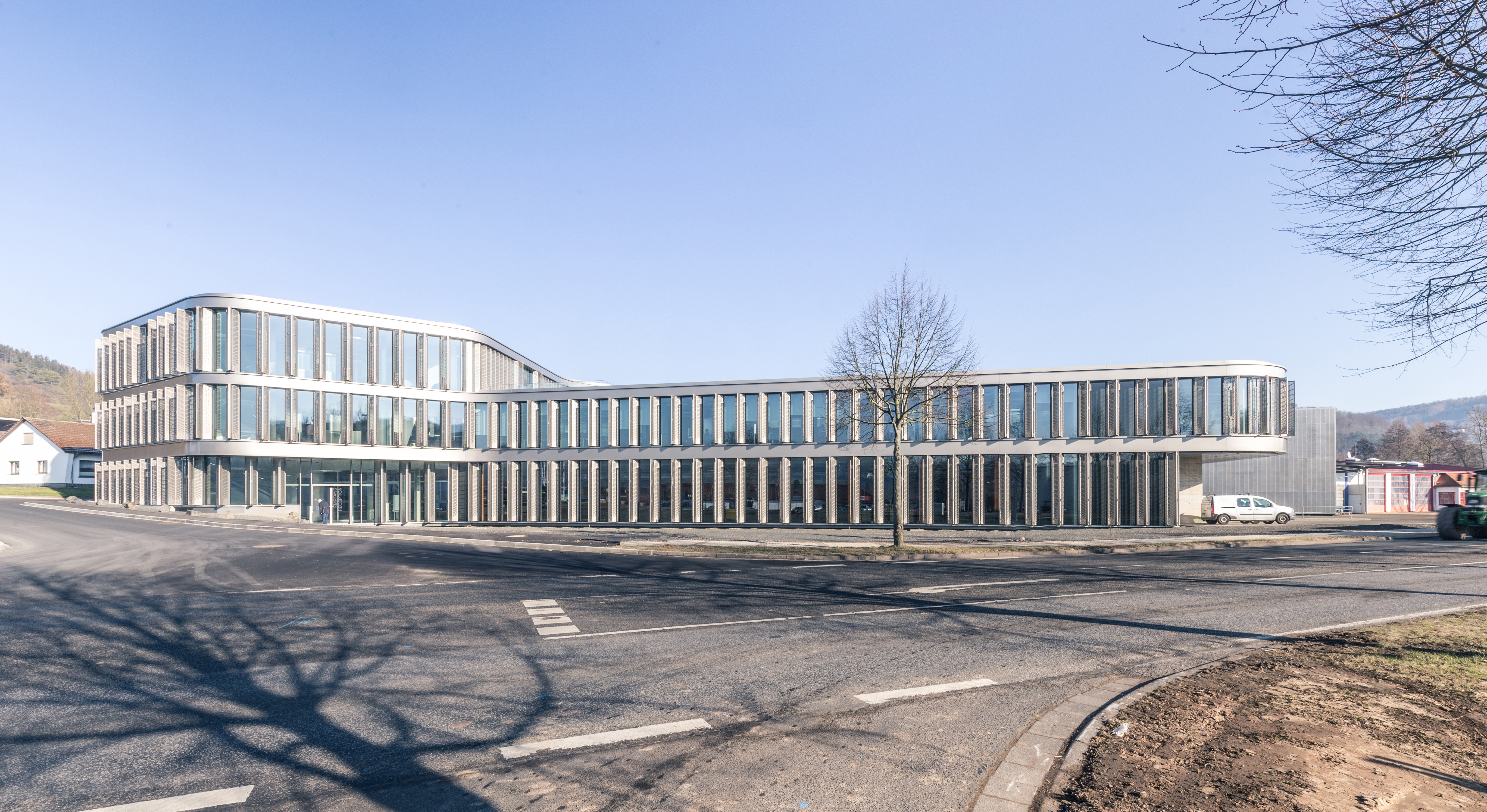
Wi.com, WIKUS Firmenzentrale, Spangenberg 2018

- 2001: Verwaltungsgebäude der Kali + Salz AG in Kassel[23]
- 2000: Ambulantes Herzzentrum in Kassel[24]
- 2000: Krematorium auf dem Hauptfriedhof in Kassel[25]:S. 21
- 1999/2000: Verwaltungsgebäude der KVB in Kassel[26][25]:S. 16
- Seit 1997: Wohnbebauung in der Christophstraße, im Rahmen des städtebaulichen Wiederaufbauprojekts Unterneustadt in Kassel[27][25]:S. 11
- 1993: Verwaltungsgebäude der EAM in Kassel[28]
- 1991: Kirche St. Isidor in Hofbieber-Wiesen[29]
- 1989: Kirche Christus Erlöser in Baunatal[30]
- 1988: Kirche St. Maria Immaculata in Hünfeld-Sargenzell[31]Kirche zu den heiligen Engeln in Hannover, 1964 von Josef Bieling fertiggestellt

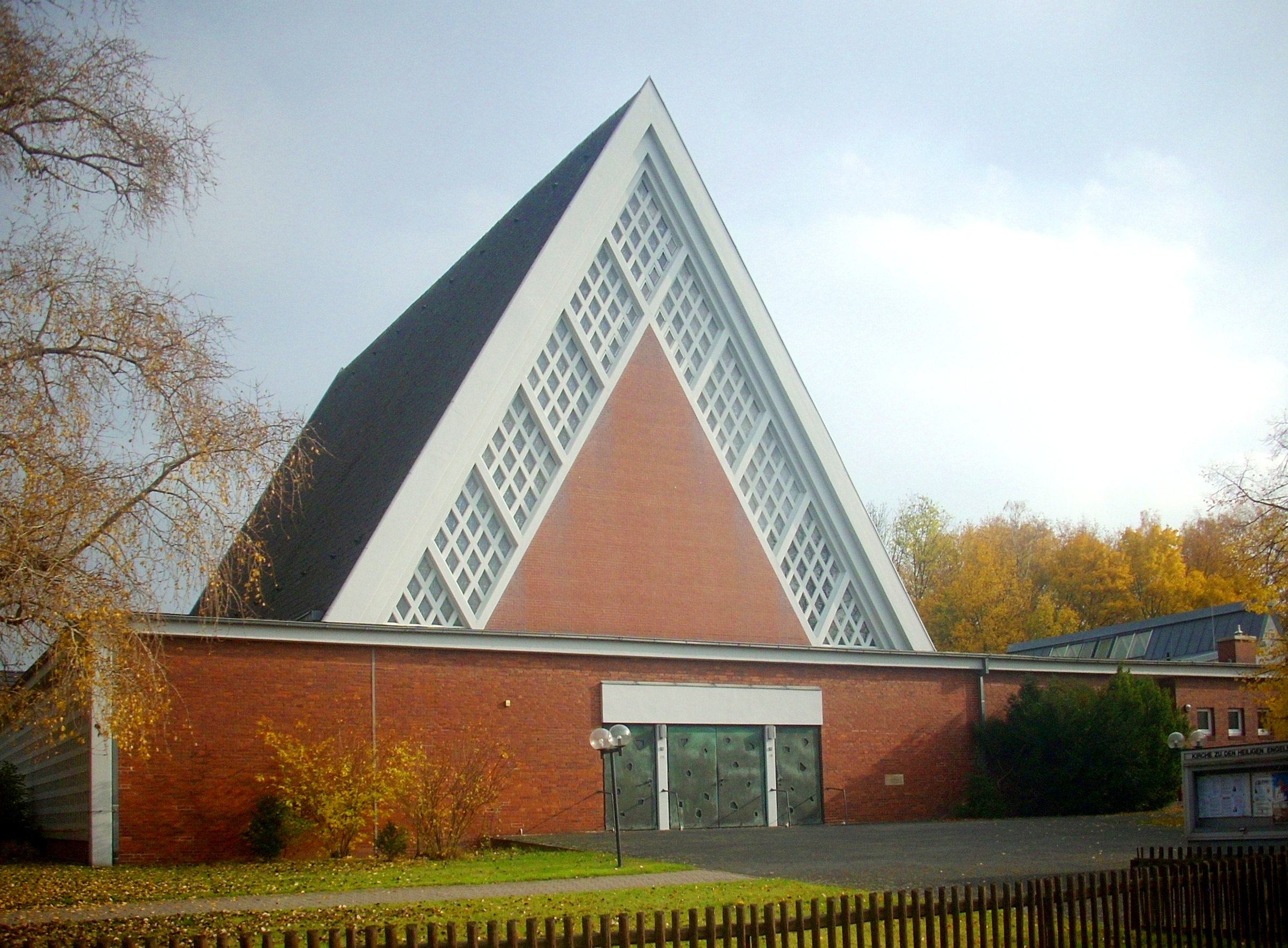
Kirche zu den heiligen Engeln in Hannover, 1964 von Josef Bieling fertiggestellt

### Wettbewerbserfolge

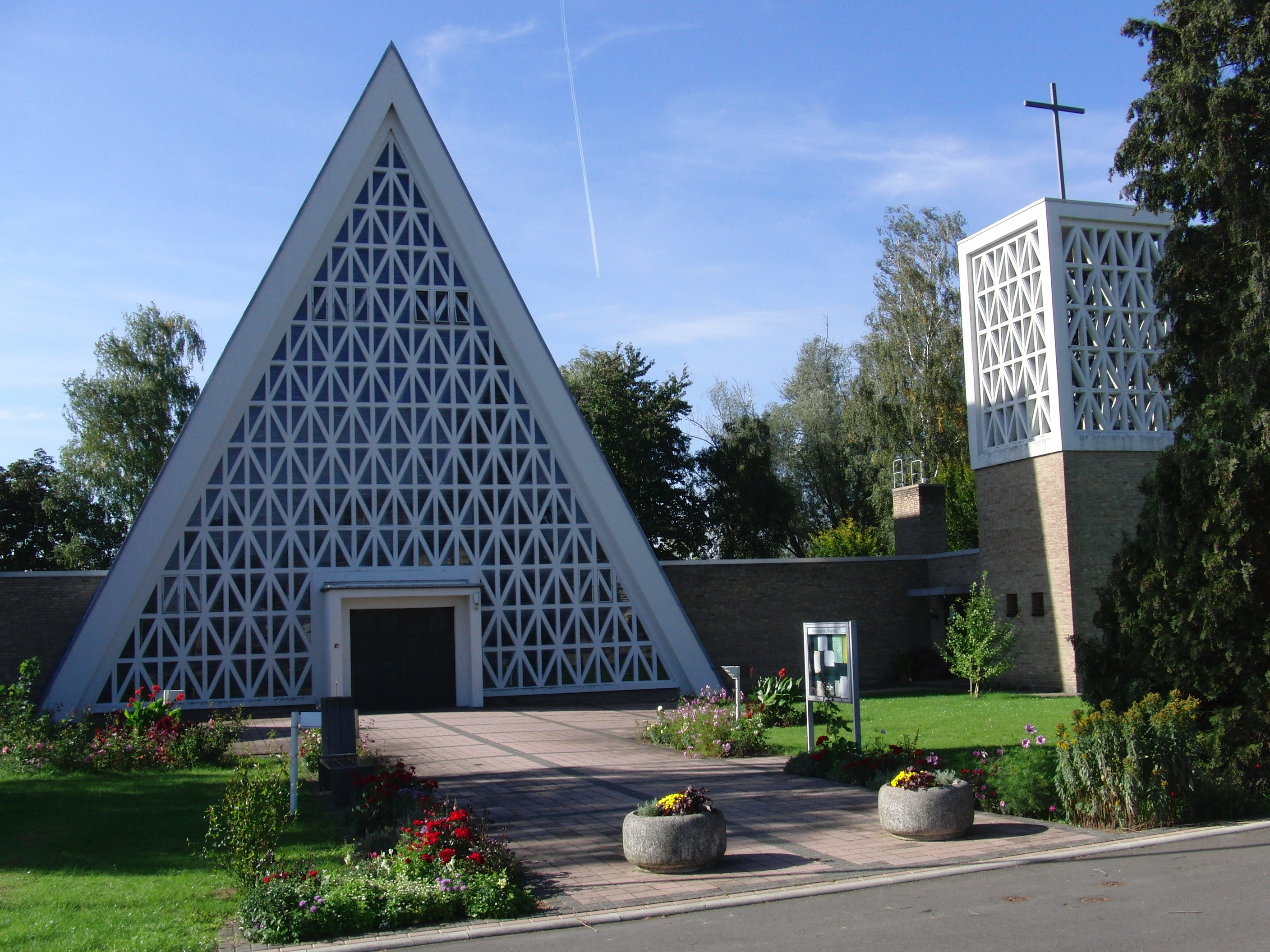
Wallfahrtskirche Maria Hilf in Trutzhain, 1965 von Josef Bieling fertiggestellt

Das Büro beteiligte sich an zahlreichen Architekten- und Realisierungswettbewerben, wurde zudem öfters zu nicht-offenen Wettbewerben eingeladen und gewann seit 1987 mehr als 100 Wettbewerbspreise für Architektur und Design. Neben zahlreichen zweiten und dritten Preisen sowie Ankäufen errang das Büro in den 2000er-Jahren jeweils den ersten Preis bei folgenden Wettbewerben:
- 2020: Sophienschule, Hamburg[32]
- 2019: Erweiterungsneubau Kreisverwaltung, Eutin[33]
- 2016: WIKUS Firmenzentrale, Spangenberg[34]
- 2013: Überseekontor, Bremen[35]
- 2010: Hybrid Houses, Modellvorhaben der IBA Hamburg
- 2009: Geschäftshaus an der Fürstenrieder Straße in München
- 2009: Erzbischöfliches Theologenkonvikt in Paderborn
- 2008: Geschäftshaus Große Packhofstraße in Hannover
- 2007: Wohn- und Gewerbequartier Waidmarkt in Köln
- 2006: Quartiersentwicklung Neustadt / Wallhöfe in Hamburg

## Auszeichnungen (Auswahl)
- 2020: Deutscher Naturstein-Preis, besondere Anerkennung: Seminarkirche Paderborn[36]
- 2013: WohnbauPreis Hamburg 2. Preisrang: Wallhöfe in Hamburg[37]
- 2013: WohnbauPreis Hamburg 1. Preisrang: Hybrid House in Hamburg[38]
- 2003: BDA-Preis Hessen (Simon-Louis-du-Ry-Plakette): Haupteingang der Städtischen Kliniken in Kassel
- 2003: BDA-Preis Hessen (Simon-Louis-du-Ry-Plakette): Büro- und Geschäftshaus am Friedrichsplatz in Kassel
- 2002: Deutscher Fassadenpreis für vorgehängte hinterlüftete Fassaden: Krematorium in Kassel[39]
- 2002: Auszeichnung Vorbildliche Bauten in Hessen: Mehrfamilienhaus Barth in Kassel
- 2001: Anerkennung Deutscher Fassadenpreis für vorgehängte hinterlüftete Fassaden: Neubau Ambulantes Herzzentrum Kassel[40]
- 1994: Denkmalschutzpreis des Landes Hessen: Ursulinenschule in Fritzlar

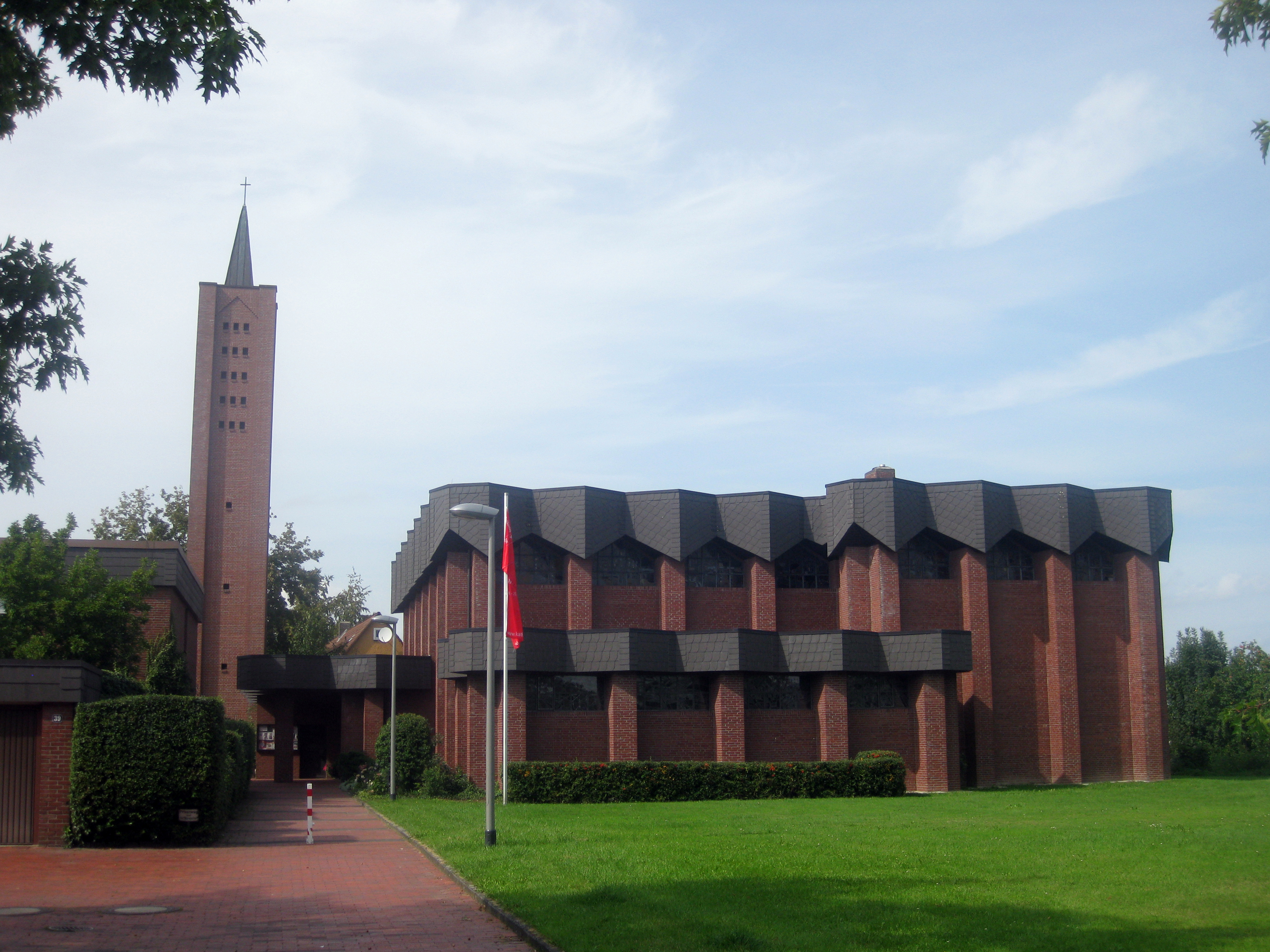
St. Johannes Bosco in Lohfelden, 1977 von Josef Bieling fertiggestellt